# 52246 Donaldjohanson
52246 Donaldjohanson eller 1981 EQ5 är en asteroid i huvudbältet som upptäcktes den 2 mars 1981 av den amerikanska astronomen Schelte J. Bus vid Siding Spring-observatoriet. Den är uppkallad efter den amerikanske antropologen och arkeologen, Donald Johanson.
Asteroiden har en diameter på ungefär 3 kilometer.
Den amerikanska rymdsonden Lucy flög förbi asteroiden på ett avstånd av 960 km, den 20 april 2025.